# Tribus au Maroc
 (avril 2025).
Améliorez-le ou discutez des points à vérifier. 

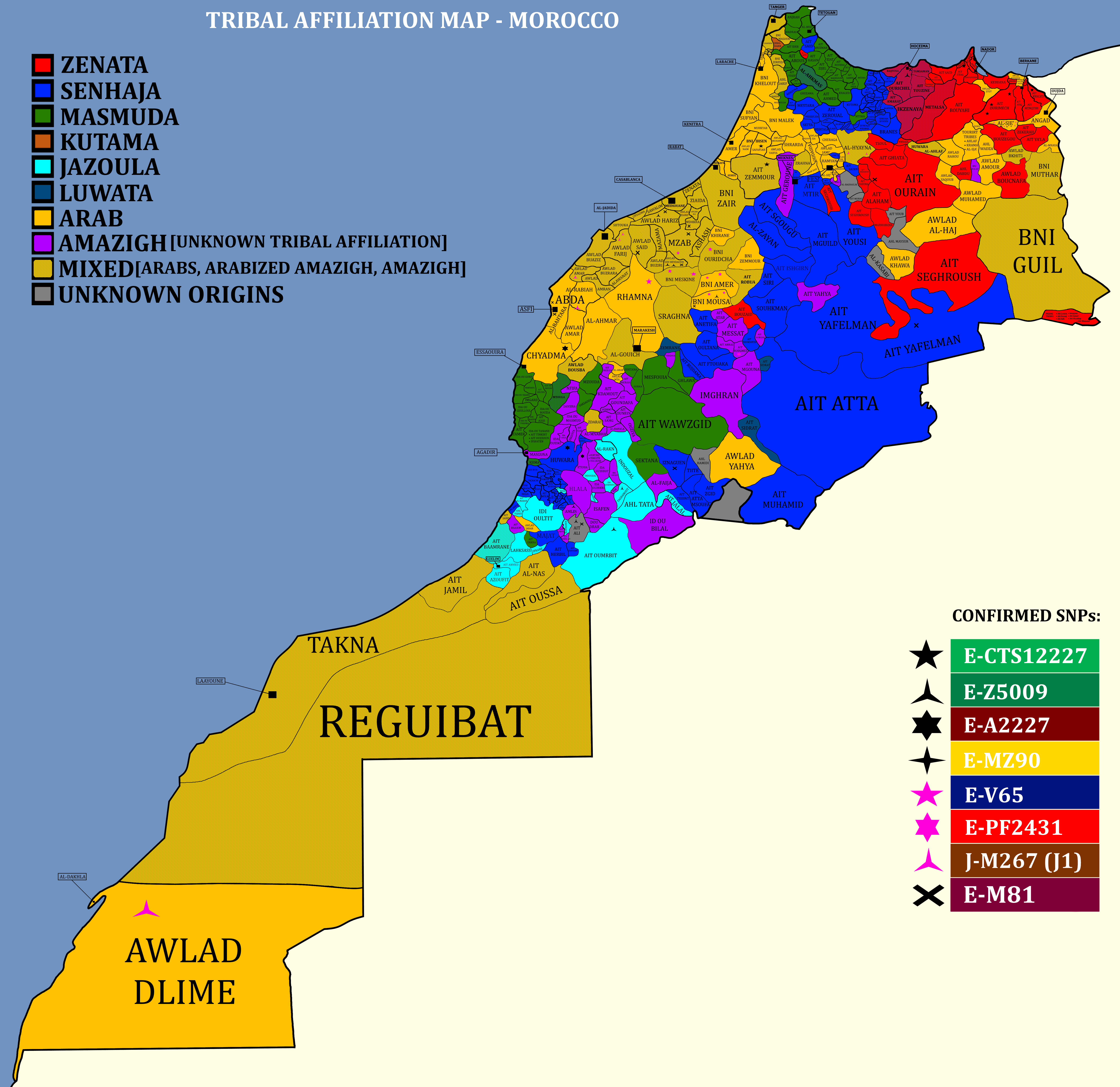
Carte de répartition des tribus du Maroc par ethnies

Les tribus au Maroc sont un ensemble de confédérations peuplant les montagnes, les plaines, les villes marocaines. Ces tribus se divisent en plusieurs groupes : Les berbères qui habitent au Maghreb actuel, autrefois appelé Libye antique, puis Ifriqya, les Haratins des oasis sahariens marocains, les tribus juives ainsi que les Arabes pré-hilaliens venus entre le VIIIe et le XIe siècle, qui se concentraient principalement dans les villes, les Arabes Hilaliens et les autres tribus arabe comme les Banu Souleym et les Banu Maqil qui se sont installées dans les campagnes en ayant migré d'Arabie vers l'Égypte puis vers le Maroc à partir du XIe siècle.

## Définition
La définition sur ce que sont les tribus nord-africaine font l'objet de controverse entre anthropologues et historiens. De façon générale, les membres d'une tribu se disent descendre d'un ancêtre fondateur commun qui baigne dans le mythe. Il aurait des origines étrangères, émigrant de la péninsule arabique ou sud-saharienne. Les enfants de ce membre fondateur forment les différents fractionnement de la tribu. En effet, la tribu agit comme une entité politique devant maintenir l'équilibre interne entre ces différentes ramifications lignagères. La solidarité tribale se matérialise par les liens de parenté, les alliances matrimoniales et les liens du sang. En tant que gestionnaire d'un territoire, la tribu agit également comme une forme de coopérative de métiers.
La première enquête menée sur le système tribal est réalisée par Robert Montagne et porte sur le « système chleuh » chez les berbérophones. Il dessine un premier système pyramidal à la base duquel se trouvent deux à trois groupes familiaux vivant dans des hameaux en périphérie d'une cité, le regroupement de ces hameaux forment des villages (mouda) pouvant tenir un conseil informel pour traiter des charges locales, le regroupement de trois à cinq villages forme une taqbilt (petite république cantonale) qui correspond à une tribu. Elle est gérée par un petit sénat oligarchique de dix à douze membres. Il existe également un concept de confédération tribale qui surplombe cette organisation mais qui ne se concrétise qu'en cas de menace extérieure. Jacques Berque effectue une enquête complémentaire et parle quant à lui d'une organisation mixte sédentaire et nomade, constituant une société hybride. Ernest Gellner parle d'une société acéphale, sans État, qui parvient à maintenir un équilibre adns sa structure grâce aux conflits et leur résolutions.

## Histoire

### Berbères
Les Berbères du Maroc sont des peuples libyques qui vivaient depuis l'antiquité en Afrique du Nord, des îles Canaries à l'oasis de Siwa, en Égypte. La plus ancienne mention de ces peuples libyques date du Ve siècle av. J.-C., dans l'œuvre d'Hérodote : l'historien grec y évoque une multitude de peuples autochtones, nomades, semi-nomades, voire sédentaires. La langue libyque et la culture semblaient créer une certaine unité entre ces peuples mais on peut dégager deux ensembles dans les populations libyques : 
- Un premier ensemble de peuples plutôt mal repérés et localisés par les auteurs anciens, portant différents noms : les Nasamons, les Atlantes, les Troglodytes[5], les Baquates, les Bavares, les Suburbures, les Musulames, les Gétules[6], les Garamantes, les Austuriens, etc.
- Un deuxième ensemble qui comprend les Maures et les Numides, ces derniers étant divisés en Massyles et Massæsyles.

D'autres hypothèses, comme celle d'Et-Tebari et d'autres historiens : « les Berbères sont un mélange de Cananéens et d'Amalécites qui s'étaient répandus dans divers pays après que Goliath fut tué, Ifrîcos, ayant envahi le Maghreb, les y transporta sur les côtes de la Syrie, et les ayant établis en Ifrîkïa, il les nomma Berbères. »

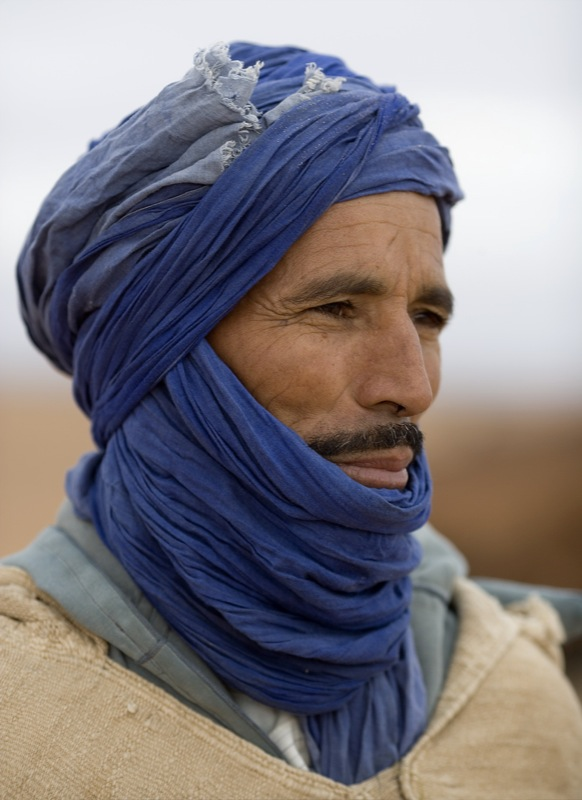
Berbère nomade du Maroc

« Les Berbères, selon une autre opinion, descendent de Cham, fils de Noé, et ont pour aïeul Berber, fils de Temla, fils de Ma- zîgh, fils de Canaan, fils deCham. « Ils descendent, dit Es-Souli 1 : de Berber, fils de Kesloudjîm » [CasUihim], fils de Mesraïm, lils de Cham. » Selon une autre hypothèse, ce sont des Amalécites, et ils des cendent de Berber, fils de Temla, fils de Mareb, fils de Faran, fils d'Amr, fils d'Amlac [Amalec], fils de Laoud [Lud], fils de Sem. D'après cette opinion, les Berbères seraient des Amalécites !. « Les Berbères, dit Malek-Ibn-Morahhel 3, se composent de « diverses tribus himyerites, modérites, coptes, amalécites, « cananéennes et coreichites qui s'étaient réunies en Syrie et « parlaient un jargon barbare. Ifrîcos les nomma Berbères à cause de leur loquacité. »
« El-Masoudi, Et-Taberi et Es-Soheili * rapportent qu'Ifrîcos forma une armée avec ces gens afin de conquérir l'Afrique, et que ce fut là la cause de leur émigration. Il les nomma Berbères, et [à ce sujet] on cite de lui le vers suivant : Le peuple cananéen murmura [berberat] quand je le forçai à quitter un pays misérable pour aller-vivre dans l'abondance. »
« « On n'est point d'accord, dit Ibn-el-Kelbi, sur le nom de celui qui éloigna les Berbères de la Syrie. Les uns disent que ce fut David qui les en chassa après avoir reçu par une révélation divine l'ordre suivant : 0 David ! fais sortir les Berbères de la Syrie, car ils sont la lèpre du pays. D'autres veulent que ce soit Josué, fils de Noun, ou bien Ifrîcos, ou bien encore un des rois Tobba qui les en expulsa. » ELjîekri * les fait chasser de la Syrie par les Israélites, après la mort de Goliath, et il s'accorde avec El-Masoudi à les représenter comme s'étant enfuis dans le Maghreb à la suite de cet événement. Ils avaient voulu rester en Égypte, dit-il, mais ayant été contraints par les cornes à quitter ce pays, ils allèrent à Barca, en Ifrîkïa et en Maghreb. Ayant eu à soutenir dans ces contrées une longue guerre contre les Francs et les Africains, ils les obligèrent à passer en Sicile, en Sardaigne, en Maïorque et en Espagne. Ensuite la paix se rétablit à la condition que les Francs n'habiteraient que les villes du pays. Pendant plusieurs siècles, les Berbères vécurent sous la tente, dans les régions abandonnées, et ne s'occupaient qu'à mener paître leurs troupeaux aux environs des grandes villes, depuis Alexandrie jusqu'à l'Océan, et depuis Tanger jusqu'à Sous. Tel fut l'état dans lequel l'Islamisme les trouva. Il y avait alors parmi eux [des tribus] qui professaient la religion juive; d'autres étaient chrétiennes, et d'autres, païennes, adorateurs du soleil, de la lune et des idoles. Comme ils avaient à leur tête des rois et des chefs, ils soutinrent contre les musulmans plusieurs guerres très célèbres. ».

### Arabes
Pour se débarrasser des Berbères, les Obeydides du Caire ont lancé les Hilaliens sur l'Ifriqiya, sur les Sanhadja de Kairouan révoltée, se sont éparpillés au Maghreb central et ont été, deux siècles après, établis au Maroc par les Almohades.
Selon Ibn Khaldoun :
« Dans les plaines d'Azghar, Temsna, Tedla et Dokkala on rencontre des peuplades nomades, les unes berbères, les autres arabes. Ces dernières, qui appartiennent toutes aux tribus de Djochem et de Rîah, y sont entrées à une époque assez récente. » « Les tribus de Djochem et de Rîah s'étant alors empressées de faire leur soumission, il les déporta dans le Maghreb-el-Acsa où il établit la première dans la province de Temsna, et la seconde dans le canton d'El-Hebet et dans les régions maritimes d'Azghar, province située entre Tanger et Salé. » « Ce fut chez ce peuple que les Zoghba allèrent s'établir quand on obligea leurs frères [les Djochem et les Rîah] à se transporter [dans le Maghreb-el-Acsa]. Cette tribu passa alors dans le Mozab et le Djebel-Rached, localités situées au sud du Maghreb central ; elle qui, auparavant, avait obtenu en partage les villes de Cabes et de Tripoli ; elle, qui avait soutenu des guerres contre les Beni-Khazroun, souverains de Tripoli, et tué Saîd-Ibn-Khazroun, un des princes de la famille. »
« Ainsi, la révolte suscitée par Ibn-Ghanîa et la préférence que les Zoghba montrèrent en cette occasion pour la dynastie almohade, eurent pour résultat leur établissement dans cette région. »
« Parmi les nomades de la tribu de Rîah on rencontre une branche des Anéza, famille dont l'aïeul, Anéza, était fils d'Aced-Ibn-Rebiâ-Ibn-Nizar. La portion de la tribu de Rîah qu'El-Mansour avait établie dans la province d'El-Hebet continua à habiter cette localité après le départ de son chef, Masoud-Ibn-Zemam, et même jusqu'à la chute des Almohades. Du temps d'El-Mamoun elle obéissait à Othman-Ibn-Nacer, chef que ce monarque fit mettre à mort en l'an 630 (1232-3). »
Le pouvoir almohade fit appel aux Banu Hilal vers l'an 1140 pour leur demander soutien en Andalousie et renforcer l'armée de la dynastie berbère lors de la bataille d'Alarcos. En récompense, ils les ont installés dans les régions de Doukkala, de Abda, de Tadla, de la Chaouia, de Rhamna, de Sraghna, de Chiadma, de Saiss, du Gharb et des régions pré-rifaines. 
Ceux qui leur ont succédé agiront de même pendant trois siècles et participeront au côté des tribus berbères à reprendre Agadir et Essaouira aux Portugais, Assilah aux Espagnols, arrêteront les Turcs à Maghnia, en Algérie, et vaincront la coalition espano-portugaise en 1578 à Oued el Makhzen’' ou Bataille des Trois Rois.

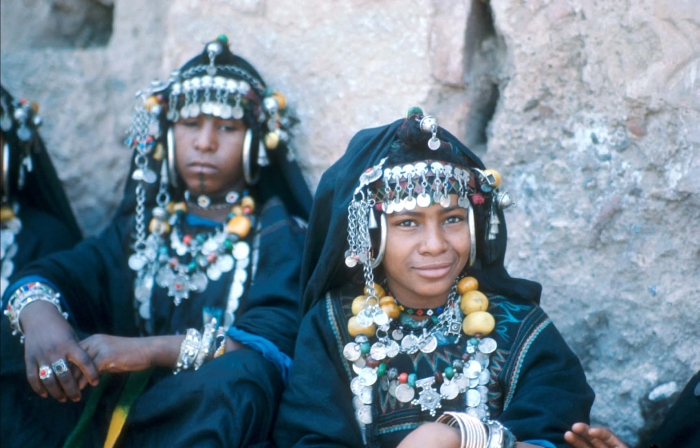
Femmes (probablement originaires de la ville de Tata ou de Tissint (Jebel Bani, Anti-Atlas) appartenant à un groupe de danse ahwash lors du festival national de folklore à Marrakech (v. 1970)

### Haratins
La génétique et l’anthropologie modernes démontrent que les Haratins se distinguent des Touaregs, des Zenagas/Senhadjas et des peuples subsahariens ouest-africains, tels que les Wolofs et les Peuls,. .
Selon Rachid Bellil, la population du Sahara se composait durant l'Antiquité d'une part de Libyens (Gétules à l'ouest et de Garamantes au sud-est (ancêtres des Berbères), et d'autre part d'Éthiopiens, ancêtres d'une partie des Haratins, qui furent razziés et déportés par les Berbères dans les territoires subsahariens. Des peintures rupestres du Maghreb dépeignent en effet des scènes de razzias effectuées par les Libyens sur des populations noiresvivant plus au Sud.

Chez les populations berbères chleuhes du sud marocain, et selon leur transmission orale, les populations négroïdes sont réputées allogènes (allochtones, d'origine étrangère et non autochtones). Ainsi, le terme amazigh y désigne uniquement l'homme blanc d'origine locale, par opposition à l'homme noir, déporté.

### Juifs

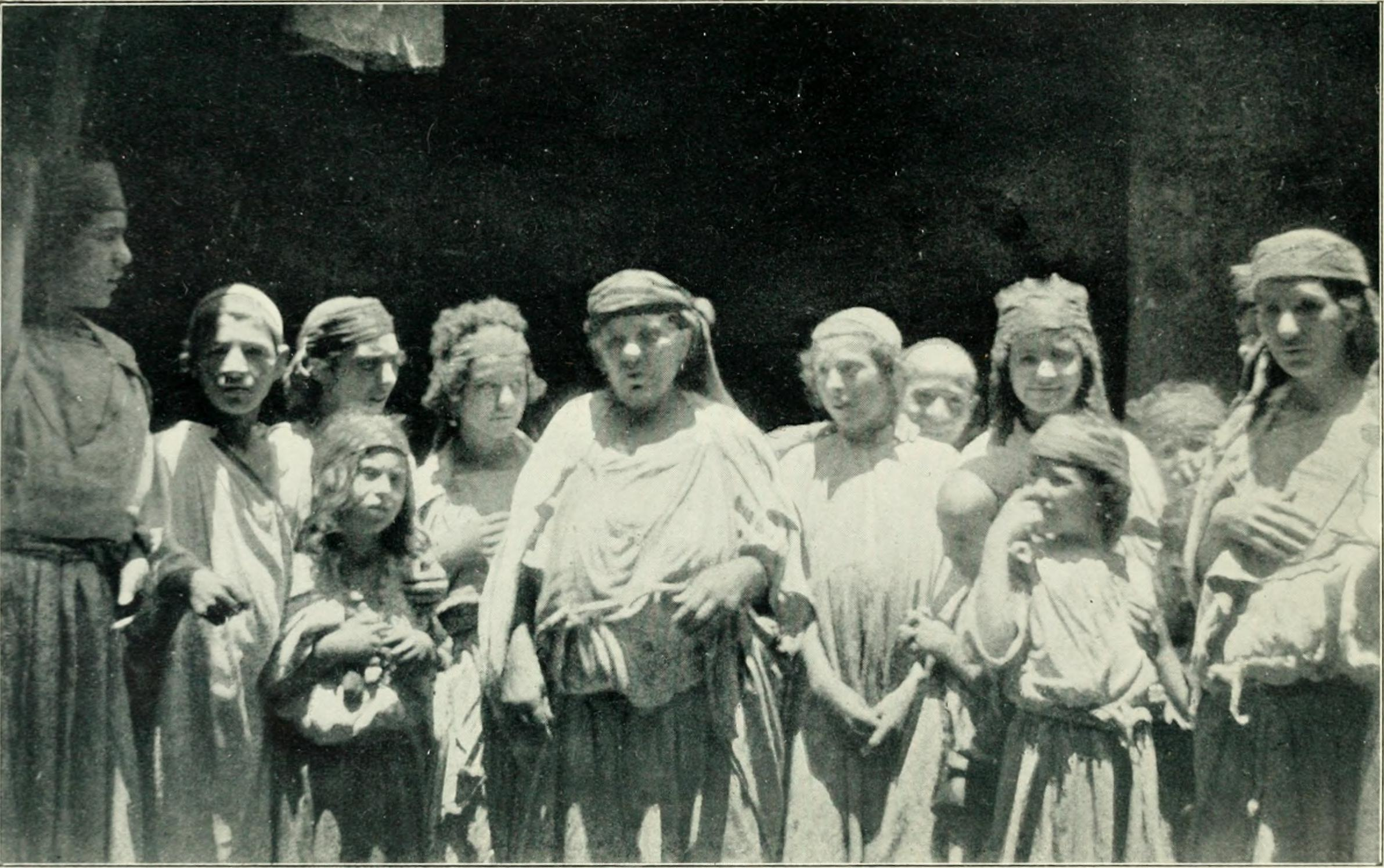
Tribu juive de l'Atlas subissant « une justice inique et cruelle », rapporte un ouvrage de 1905

Parmi les tribus du Maroc, celles des Juifs berbères (en berbère : ⵓⴷⴰⵢⵏ ⵉⵎⴰⵣⵉⵖⵏ, Udayen imaziɣen ou ⵉⵎⴰⵣⵉⵖⵏ ⵓⴷⴰⵢⵏ, Imaziɣen udayen) sont les communautés juives du Maghreb. L'admission du judaïsme comme religion par les Berbères, et son adoption par un certain nombre de tribus, a pu prendre du temps. Les historiens pensent, d'après les écrits d'Ibn Khaldoun et d'autres témoignages, que certaines des anciennes tribus berbères juives ont adopté plus tard le christianisme et ensuite l'islam, et on ne sait pas si elles font partie des ancêtres juifs berbérophones contemporains. Cependant, ces tribus parlaient historiquement les langues berbères et/ou sont d'origine berbère.
Outre les anciennes colonies de Juifs dans les montagnes de l'Atlas et les terres berbères intérieures du Maroc, de fortes persécutions périodiques par les Berbères musulmans almohades ont probablement augmenté la présence juive dans cette région. Cette hypothèse est renforcée par les changements politiques qui se sont produits à Fès, Meknès et Taza (notamment, effondrement du royaume Wattassides à la fin du XVe siècle), et qui auraient amené une autre vague de Juifs, qui aurait atteint le Sahara, avec Figuig et Errachidia au Maroc,
En raison de tensions accrues contre eux, entre 1950 et 1970, la plupart ont dû émigrer en France, aux États-Unis ou en Israël,.

## Mode de vie

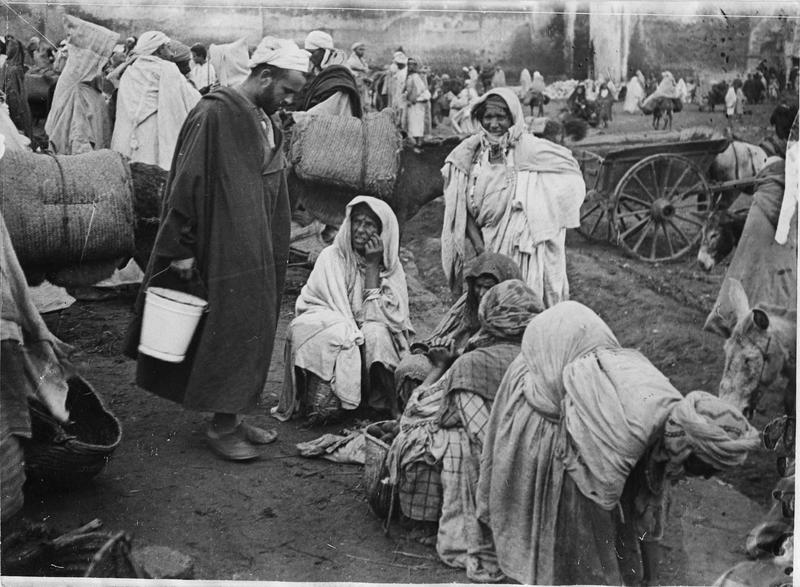
Bédouines au marché de Salé (1916)

### Bédouins
Les Bédouins se vêtaient traditionnellement d'un qamis blanc sous une gandoura beige et une rezza (turban) blanche ou orange doré avec des motifs et portaient des balghi (babouches), et les femmes arboraient des ngab (voile intégral) mais cela s'est fait plus rare à l'arrivée des vêtements occidentaux.  
Ils vivaient sous des khyam (tentes), et leur musique était chantée en darija. Ils étaient parmi les meilleurs cavaliers du khayl à l’instar des Chaouïa. 

### Berbères

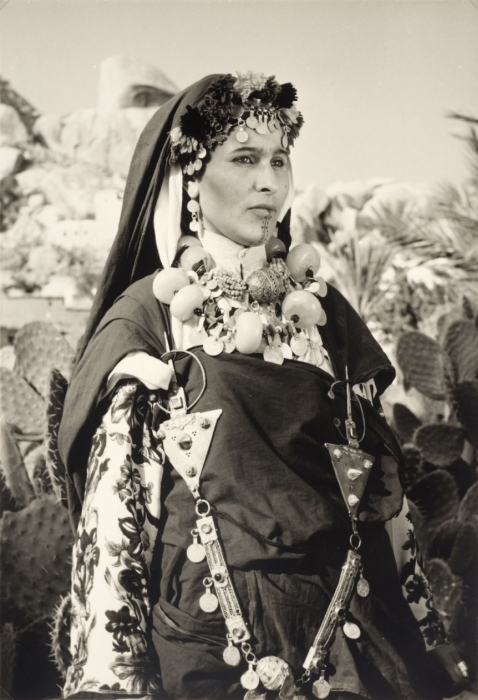
« Femme berbère en tenue de fête » de Tafraout (v. 1950)

Les Imazighen se vêtaient traditionnellement d'un burnous et pour certains d'une chèche (lorsqu'ils peuplaient les régions arides) et les femmes portaient des robes multicolores brodées à la laine de brebis ; elles portaient des bijoux en métal qui pendaient sur le crâne, mais cela s'est également fortement réduit avec l'occidentalisation. 
Les Berbères vivaient dans des tighremts, citadelles berbères, aussi connus sous le nom de kasbahs en arabe. Leurs musiques sont des musiques berbères locales et leurs danses l'ahidous, l'ahwash, la reggada (art musical) en fonction des régions.

## Tribus

### Tribus berbères
- Achtouken
- Ahl Aglou
- Ahl Dabdou
- Ahl Hamidi
- Ahl Maader
- Ahl Massa
- Ahl Tata
- Ahl Tiznit
- Ahl Zguid
- Ait Abbas
- Ait Abdallah Ou Said
- Ait Ahmed
- Ait Ali
- Ait Ammart
- Ait Atta
- Ait Attab
- Ait Ayach
- Ait Aziza
- Aït Baâmrane
- Ait Bechir
- Ait Bou Iknifen
- Ait Boukhayou
- Ait Bou Yahyi
- Ait Bouchibet
- Ait Bougmez
- Ait Bouzid
- Ait Brayim
- Ait Erkha
- Ait Harbil
- Ait Hdiddou
- Ait Iggas
- Ait Issafen
- Ait Merghad
- Ait M'guild
- Ait Lahcen
- Ait Messat
- Ait Morrhi
- Ait Moussa et Ali
- Ait Mribt
- Ait Nosse
- Ait Ouafqa
- Ait Ouaouzguit
- Ait Oulichek
- Ait Sadden
- Ait Saïd
- Ait Saker
- Ait Sedrate
- Aït Seghrouchen
- Ait Semmeg
- Ait Seri
- Aït Sgougou
- Aït Souab
- Aït Soukhmane
- Ait Touzine
- Ait Wariaghel
- Ait Yafelman
- Ait Yahia
- Ait Youb
- Ait Youssi
- Ait Izdeg
- Ait Iznassen/(Béni-Snassen)
- Akhmas
- Amanouz
- Ammeln
- Anetifa
- Arghen
- Assa
- Awerba
- Beni Alaham
- Beni Arous
- Beni Bou Zeggou
- Beni Boufrah
- Beni Fachet
- Beni Gorfet
- Beni Guemil
- Beni Hozmar
- Beni Ider
- Beni Issef
- Beni Itteft
- Beni Leit
- Beni M'Tir
- Beni Mezouar
- Beni Ouarain
- Beni Oulid
- Beni Yala
- Beni Yazgha
- Beni Zeroual
- Bhalil
- Bokoia
- Branès
- Demsira
- Djebel Habib
- Dou Oudrar
- El Feija
- Erguita
- Fahs
- Fechtala
- Fetouaka
- Frouga
- Ghezaoua
- Ghiata
- Ghomaras
- Ghoujdama
- Glaoua
- Goundafa
- Guedmioua
- Guerrouane
- Guettioua
- Hansala
- Haouz
- Helala
- Houara
- Houara Lahlafe
- Ibaqouyen
- Iberkanen
- Ichkern
- Ikebdanen
- Ida ou Finis
- Ida ou Gnidif
- Ida ou Kensouss
- Ida ou Mahmoud
- Ida ou Nadif
- Ida Oultite
- Ida ou Semlal
- Ida ou Zeddarh
- Ida ou Zeddoute
- Ida ou Zekri
- Ida ou Ziki
- Ida ou Tanan
- Ida ou Zal
- Igzennayen
- Ighchane
- Ihahan
- Imerhrane
- Indaouzal
- Indouzal
- Iqer'iyen
- Izerbi
- Jbel Habib
- Jellal
- Ketama
- Ksima
- Lakhssas
- Lemta
- M'gouna
- M'touga
- Maghraoua
- Mentaga
- Marmoucha
- Marnissa
- Masmouda
- Mejjate
- Mejjate (de Meknès)
- Meknassa
- Mesfioua
- Mesguilda
- Mesguina
- Mesquita
- Mestara
- Mestassa
- Metalsa
- Mettioua
- Meziate
- Mzouda
- Nfifa
- Ogdemt
- Ouadras
- Oultana
- Ounein
- Ourika
- Ouzguita
- Ouled Sidi Ben Daoud
- Ouled Bouziri
- Ouzioua
- Rahhala
- Rehouna
- Rhiraya
- Sanhadja
- Sanhadja de Srayr
- Seksawa
- Setta
- Sless
- Souktana
- Sumata
- Tafersit
- Tagmout
- Targuist
- Tassrirt
- Temsamane
- Tiilite
- Tsiwant
- Tsoul
- Zkara
- Zayanes
- Zenata
- Zemmours
- Zénagas

### Tribus arabo-berbères
- Ahl Ifrane
- Ahl Missour
- Ahl Roboa
- Ahl Sahel
- Ahl Sarsar
- Ahl Serif
- Ait Roboa
- Ait Tissinnt
- Anjra
- Beni Ahmed
- Beni Arous
- Chaouia
- Cheraga
- Chiadma
- Doukkala
- Fennassa
- Guich
- Jaia
- Lamnabha
- Mezraoua
- Mzab
- Ouled Aamoure
- Ouled Bakhti
- Ouled Bou Slama
- Ouled Hariz
- Pachalik
- Reguibat
- Sraghna
- Taourirt
- Tekna
- Zaer
- Zerhana

### Tribus arabes
- Abda
- Ahl Angad
- Ahl Oued Za
- Ahl Rechida
- Ahmar
- Ait Jmel
- Ait Oussa
- Arabe Saïs
- Azwafit
- Barabich
- Beni Ahsen
- Beni Amir
- Bani Jabir
- Beni Guil
- Beni Hassan
- Beni Khirane
- Beni Malek
- Beni Mathar
- Beni Meskine
- Beni Moussa
- Beni Ouensel
- Beni Oukil
- Beni Skar
- Beni Zemmour
- Chourfa Kasabi
- Chrarda
- Ech-Chajâ
- El Arabe
- Gharbia
- Hamyane
- Hejaoua
- Hyayna
- Ida ou Blal
- Khlout
- Mhaya
- Ouardigha
- Oudaya
- Ouled Aissa
- Ouled 'Ali
- Ouled Bou Chnafa
- Ouled Bou Sbaa
- Ouled Dlim
- Ouled El Haj
- Ouled Hriz
- Ouled Jamâ
- Ouled Jerrar
- Ouled Khaoua
- Ouled Md Ben Ahmed
- Ouled Mtaa
- Ouled Rahou
- Ouled Said
- Ouled Settout
- Ouled Yahya
- Ouled Zian
- Reghioua
- Rhamna
- Safiane
- Sahel
- Sejâa
- Touggana
- Zemrane
- Zwa (chorfa)